# Edson Rodrigues
Edson Rodrigues (Recife, 29 de março de 1942) é um maestro, arranjador, saxofonista e compositor brasileiro. Fundou a Banda Municipal de Recife, da qual permaneceu como maestro entre os anos de 1979 e 1983.
É formado em jornalismo e licenciado em geografia pela Universidade Estadual de Campinas (UNICAMP), além de de licenciado em música pela Universidade Federal de Pernambuco (UFPE), onde também fez pós-gradução em etnomusicologia.